# مارجینال چیه‌ته

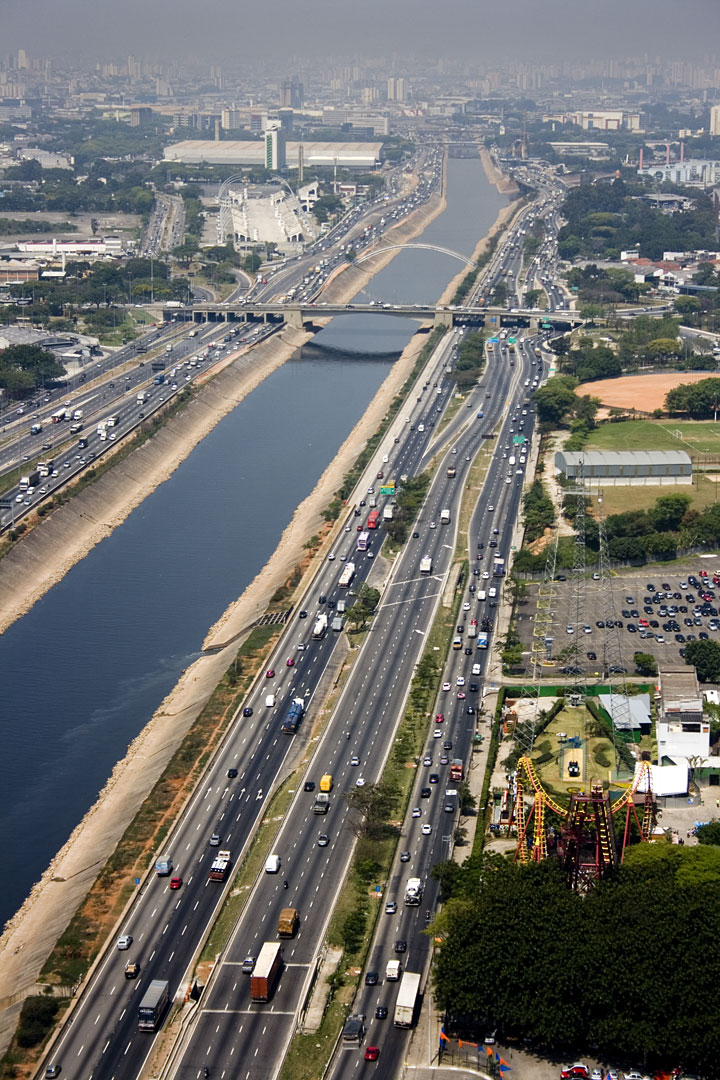
حاشیهای اندکراوات

حاشیهای_اندکراوات (در زبان پرتغالی : Marginal Tietê) در بزرگراه‌های اصلی و شلوغ‌ترین در سائوپائولو است. این خودرو در ترافیک به باز ۱۹۵۷.